# Théâtre-studio d'Oleg Tabakov
Le Théâtre-studio d'Oleg Tabakov ou Tabakerka (en russe : Театр Олега Табакова, Табакерка) est un théâtre de Moscou, fondé en 1987 par le metteur en scène Oleg Tabakov. Il comprend deux salles de spectacle, un atelier de création de costumes et d'accessoires de scène et une école d'art dramatique. Son nom Tabakerka, dérivé du nom de famille de son créateur, signifie littéralement la « tabatière ».

## Histoire
En 1973, Oleg Tabakov crée un studio dramatique pour ses premiers quatorze élèves dans le palais des pionniers dans la rue Stopani à Moscou. En 1977, le studio déménage dans le nouveau bâtiment rue Chaplyguine. Le premier spectacle inaugurant le théâtre est l'adaptation de Et je serai de retour au printemps d'Alexeï Kazantsev (ru) le 29 octobre 1977.
Le 27 novembre 2017, le directeur artistique Oleg Tabakov est hospitalisé dans le service de soins intensifs de l’hôpital Nikolaï Pirogov de Moscou. Au théâtre, son dernier spectacle L'Année quand je ne suis pas né (Год, когда я не родился) d'après la pièce de Viktor Rozov Le Nid du tétras est suspendu. Oleg Tabakov meurt le 12 mars 2018.
Depuis le 23 avril 2018, le nouveau directeur artistique du théâtre est Vladimir Machkov.

## Acteurs
Sur scène de la Tabakerka se sont produits Vladimir Machkov, Sergueï Bezroukov, Andreï Smoliakov, Alexeï Serebriakov, Evgueni Mironov, Anastasia Zavorotnyuk, Avangard Leontiev, Olga Barnet, Darya Moroz, Maxime Matveïev, Ivan Jidkov.

## Spectacles recompensés

### Masque d'or
- 2000 : Chambre de rire d'Oleg Bogayev (en), adaptation de Kama Ginkas (en), dans la catégorie Meilleur spectacle dramatique
- 2005 : Tandis que j'agonise de William Faulkner, adaptation de Mindaugas Karbauskis, dans la catégorie Meilleur spectacle dramatique
- 2007 : Les Sept Pendus de Leonid Andreïev, adaptation de Mindaugas Karbauskis, dans la catégorie Prix de la critique et de la presse

### Turandot de cristal
- 1995 : Numéro mortel d'Oleg Antonov, adaptation de Vladimir Machkov, dans la catégorie Meilleur spectacle de la saison théâtrale
- 1998 : Encore van Gogh de Valeri Fokine
- 2004 : Tandis que j'agonise de William Faulkner, adaptation de Mindaugas Karbauskis, dans la catégorie Meilleur spectacle de la saison théâtrale
- 2006 : Les Sept Pendus de Leonid Andreïev, adaptation de Mindaugas Karbauskis, dans la catégorie Meilleur spectacle de la saison théâtrale